# 姫路市立大白書中学校
姫路市立大白書中学校（ひめじしりつ だいはくしょちゅうがっこう）は、兵庫県姫路市飾西にある公立中学校。

## 沿革
戦後の学制改革により曽左村・余部村・太市村の3か村に設置された中学校が本校の前身である。3か村が姫路市に合併されたのち、小規模校を統合して学校規模の適正化を図る県の方針を受けて姫路市教育委員会が学校組合の解消と3校の統合を目指して本校の設置に至った。
- 1947年（昭和22年）4月1日 - 曽左村立書写中学校設立。
- 1947年（昭和22年）4月22日 - 余部村立余部中学校、龍田村・太市村組合立大津茂中学校設立。
- 1954年（昭和29年）7月1日 - 曽左村・余部村・太市村が姫路市と合併したことにより、以下に改称。
  - （旧）姫路市立書写中学校、姫路市立白鳥中学校（同名の学校がすでにあったことへの配慮から余部中を白鳥中と改称した）、姫路市・龍田村組合立大津茂中学校
- 1955年（昭和30年）1月 - 龍田村が太子町と合併したため、姫路市・太子町組合立大津茂中学校に改称。
- 1958年（昭和33年）3月31日 - 大津茂中学校の学校組合が解散。翌日より太市地区の生徒は白鳥中学校へ（太子町の区域の生徒は新設された太子町立龍田中学校（現在の太子町立太子西中学校の前身校の一つ）へ）。
- 1959年（昭和34年）4月3日 - 白鳥中と書写中が統合し、姫路市立大白書中学校設立。姫路市立中学校としては初の統合となった。校舎は白鳥中のものを使用。
  - 校名は、大津茂・白鳥・書写3地区の頭文字による。
- 1961年（昭和36年）10月28日 - 現在地で新校舎竣工式を挙行。学校移転が完了。旧校舎は翌年より姫路市立書写養護学校が使用。
- 1983年（昭和58年）4月1日 - 曽左地区などを（新）姫路市立書写中学校として再分離。

## 部活動

### 運動部
- ソフトテニス部
- 卓球部
- サッカー部
- バスケットボール部
- 野球部
- 陸上競技部

### 文化部
- 吹奏楽部
- クリエイト部
- 箏曲部

## 部活動成績
- 弓道部
  - 2017.8.　第14回全国中学生弓道大会　個人女子の部
- 吹奏楽部[2][3]
  - 1997～2007　情報不足
  - 2013.3.20　第36回全日本アンサンブルコンテスト中学の部において吹奏楽部がクラリネット三重奏で金賞受賞。
  - 2008.8.27　第58回関西吹奏楽コンクール　中学校の部  A　銀賞
  - 2009.8.29　第59回関西吹奏楽コンクール　中学校の部  A　金賞
  - 2010.8.28　第60回関西吹奏楽コンクール　中学校の部  A　金賞
  - 2011.8.24　第61回関西吹奏楽コンクール　中学校の部  A　金賞
  - 2012～2015　情報不足
  - 2016.8.27　第66回関西吹奏楽コンクール　中学校の部  A　金賞
  - 2017.8.26　第67回関西吹奏楽コンクール　中学校の部  A　金賞
  - 2018.8.25　第68回関西吹奏楽コンクール　中学校の部  A　金賞

## 制服
- 夏服
  - 女子　白のセーラー服の半袖、紺のスカーフ、スカートは大体膝が隠れるくらい
  - 男子　白のカッターシャツの半袖
- 冬服
  - 女子　紺のセーラー服、白のスカーフ、スカートは大体膝が隠れるくらい
  - 男子　白のカッターシャツと黒の学ラン
- 合服 （期間中は夏服、冬服どちらでも可）
  - 女子　白のカッターシャツ、スカートは大体膝が隠れるくらい
  - 男子　白のカッターシャツ

## 著名な卒業生
- 中島怜利 （陸上競技選手）

## 通学区域
姫路市飾西・太市地区。以下の3小学校の通学区域が該当する。
- 姫路市立青山小学校
- 姫路市立白鳥小学校
- 姫路市立太市小学校

## 周辺
- 兵庫県立姫路飾西高等学校
- 姫路市立白鳥小学校
- 兵庫県道724号姫路新宮線
- 菅生川

## アクセス
- JR姫新線余部駅より東へ400m

## 通学区域が隣接している学校
- 姫路市立林田中学校
- 姫路市立書写中学校
- 姫路市立高丘中学校
- 姫路市立夢前中学校
- 太子町立太子東中学校
- たつの市立龍野東中学校